# Mister Davier
Mister Davier (né le 10 avril 2000) est un cheval hongre alezan du stud-book Selle français, qui a concouru au niveau international en saut d'obstacles avec le cavalier français Julien Épaillard.

## Histoire
Mister Davier naît le 10 avril 2000 à l'élevage d'Alain Clavier, au Davier sur la commune de Héric, en Loire-Atlantique (France),. Christophe et Florence Rauline achètent ce cheval l'année de ses trois ans et le sortent eux-mêmes en concours durant ses années de 4 et 5 ans. Mister Davier est ensuite confié au cavalier Gilbert Doerr jusqu’à son année de 9 ans, remportant deux Grands Prix de niveau national. 
Ce hongre est confié au cavalier Julien Épaillard au début de l'année 2010, avec un petit temps d'adaptation. Ses propriétaires ont choisi ce cavalier car Épaillard a accès aux compétitions de niveau 4 et 5 étoiles.
En octobre 2010, le couple décroche deux victoires au CSI3* de Moorsele.
En avril 2012, Mister Davier est apeuré par le bruit d'un sachet en plastique qui s'envole, et se blesse gravement à la hanche en chutant sur un sol en béton au départ de Jerez de la Frontera,. La fracture s'avère moins grave que prévu, l'os ne s'étant pas déplacé.

## Description
Mister Davier est un hongre de robe alezan, inscrit au stud-book du Selle français. Il toise 1,72 m. 
Julien Épaillard le décrit comme un cheval « incroyable », qui « donne tout ce qu'il a », battant, respectueux, doté de gros moyens à l'obstacle. Il est également décrit comme agréable à monter, doté de beaucoup de sang et d'énergie.

## Palmarès
Il atteint un indice de saut d'obstacles (ISO) de 175 en 2011.

## Origines
Mister Davier est un fils de l'étalon Selle français Quiniou, et de la jument Dame d'Auzay, par Leprince de Thurin. Il compte 48 % d'ancêtres Pur-sang, 9 % d'Anglo-arabe et 10 % de trotteurs.
| Origines de Mister Davier                             | Origines de Mister Davier                  | Origines de Mister Davier          | Origines de Mister Davier |
| ----------------------------------------------------- | ------------------------------------------ | ---------------------------------- | ------------------------- |
| Père Quiniou 1982 - Selle français A Alezan, 1,69 m   | Galoubet A 1972 - 2005 Selle français      | Almé 1966, Selle français          | Ibrahim                   |
| Père Quiniou 1982 - Selle français A Alezan, 1,69 m   | Galoubet A 1972 - 2005 Selle français      | Almé 1966, Selle français          | Girondine                 |
| Père Quiniou 1982 - Selle français A Alezan, 1,69 m   | Galoubet A 1972 - 2005 Selle français      | Viti 1965, Trotteur                | Nystag                    |
| Père Quiniou 1982 - Selle français A Alezan, 1,69 m   | Galoubet A 1972 - 2005 Selle français      | Viti 1965, Trotteur                | Ida de Bourgoin           |
| Père Quiniou 1982 - Selle français A Alezan, 1,69 m   | Électre I 1970 - Anglo-arabe               | Gaur 1955, Pur-sang                | Rockefella                |
| Père Quiniou 1982 - Selle français A Alezan, 1,69 m   | Électre I 1970 - Anglo-arabe               | Gaur 1955, Pur-sang                | Cybèle                    |
| Père Quiniou 1982 - Selle français A Alezan, 1,69 m   | Électre I 1970 - Anglo-arabe               | Quatre Points 1958, Anglo-arabe    | Séducteur                 |
| Père Quiniou 1982 - Selle français A Alezan, 1,69 m   | Électre I 1970 - Anglo-arabe               | Quatre Points 1958, Anglo-arabe    | Diane B                   |
| Mère Dame d'Auzay 1991 - 2016 Selle français A Alezan | Leprince de Thurin 1977 - Selle français A | Uriel 1964, Selle français         | Nankin                    |
| Mère Dame d'Auzay 1991 - 2016 Selle français A Alezan | Leprince de Thurin 1977 - Selle français A | Uriel 1964, Selle français         | Jesabelle de Baugy        |
| Mère Dame d'Auzay 1991 - 2016 Selle français A Alezan | Leprince de Thurin 1977 - Selle français A | Berçeuse 1967, Selle français      | Rantzau                   |
| Mère Dame d'Auzay 1991 - 2016 Selle français A Alezan | Leprince de Thurin 1977 - Selle français A | Berçeuse 1967, Selle français      | Kavala                    |
| Mère Dame d'Auzay 1991 - 2016 Selle français A Alezan | La Cour d'Auzay 1977 - Selle français A    | Double espoir 1969, Selle français | Ibrahim                   |
| Mère Dame d'Auzay 1991 - 2016 Selle français A Alezan | La Cour d'Auzay 1977 - Selle français A    | Double espoir 1969, Selle français | Quatrième espoir          |
| Mère Dame d'Auzay 1991 - 2016 Selle français A Alezan | La Cour d'Auzay 1977 - Selle français A    | Kistara 1971, Pur-sang             | Star                      |
| Mère Dame d'Auzay 1991 - 2016 Selle français A Alezan | La Cour d'Auzay 1977 - Selle français A    | Kistara 1971, Pur-sang             | Mokista                   |